# Самолёт
Самолёт (устар. аэропла́н; от фр. aéroplane, aéro – воздушный, plane – плоский) — класс воздушных судов тяжелее воздуха, предназначенных для полётов в атмосфере с помощью силового агрегата, создающего тягу и неподвижного относительно других частей аппарата крыла, создающего подъёмную силу. Неподвижное крыло отличает самолёт от махолёта (орнитоптера) и вертолёта, а наличие двигателя — от планёра и мускулолёта. От дирижабля и аэростата самолёт отличается тем, что использует аэродинамический, а не аэростатический способ создания подъёмной силы.
В современной авиации существуют самолёты с подвижной изменяемой геометрией крыла (например, Су-24 или Rockwell B-1 Lancer).

## Происхождение термина
Слово «самолёт» в русском языке до XIX века использовалось для обозначения других объектов. Так, В. П. Бурнашев приводит его в своём словаре (1843—1844 гг.) в таком значении: «В ткацком стане — челнок, который бросают не рукою, а посредством погонялки». В некоторых губерниях России самолётом называли примитивное орудие для пахоты (типа сохи).
Применительно к летательным аппаратам слово «самолёт» стало использоваться лишь со второй половины XIX века, при этом вошло в употребление далеко не сразу. Известно, что в 1857 году капитан 1-го ранга Н. М. Соковнин использовал слово «самолёт» для обозначения управляемого аэростата. В значении, близком к современному, слово «самолёт» впервые употребил журналист и писатель Аркадий Эвальд в статье «Воздухоплавание» 1863 года (газета «Голос»), где он впервые в России предложил идею подобного летательного аппарата. Но ни А. Ф. Можайский, ни Н. И. Кибальчич этого термина не употребляли. В патенте Можайского, датированном 1881 годом, его изобретение названо «воздухоплавательным снарядом».
С лёгкой руки поэта-футуриста В. В. Каменского, увлекавшегося авиацией и совершавшего самостоятельные полёты сначала на монопланах, а затем — на аэропланах собственной постройки, слово «самолёт» с 1910 года распространилось сначала в поэтической среде того времени, а потом «вышло в массы». Произошло это не так быстро; аэроплан стал называться самолётом примерно в середине 30-х годов XX столетия.

## Конструкция
Основные элементы летательного аппарата:
- Крыло — создаёт при поступательном движении самолёта необходимую для полёта подъёмную силу за счёт возникающей в набегающем потоке воздуха разницы давлений на нижнюю и верхнюю поверхности крыла: давление на нижнюю поверхность самолётного крыла больше, чем давление на верхнюю его поверхность. На крыле располагаются аэродинамические органы управления (элероны, элевоны и др.), а также механизация крыла — то есть устройства, служащие для управления подъёмной силой и сопротивлением самолёта (закрылки, интерцепторы и др.).[2][8]
- Фюзеляж — предназначен для размещения экипажа, пассажиров, грузов и оборудования, а также для крепления крыла, оперения, шасси, двигателей и т. п. (является как бы «телом» самолёта). Известны самолёты без фюзеляжа (например, построенные по схеме «летающее крыло»).
- Оперение — аэродинамические поверхности, предназначенные для обеспечения устойчивости, управляемости и балансировки самолёта. Для управления самолётом на оперении располагают отклоняемые поверхности — аэродинамические рули (руль высоты, руль направления), или же делают поверхности оперения цельноповоротными (на многих сверхзвуковых самолётах).
- Шасси — система опор, необходимых для разбега самолёта при взлёте, пробега при посадке, а также передвижения и стоянки его на земле. Наибольшее распространение имеет колёсное шасси. Также известны конструкции шасси с лыжами, поплавками, полозьями. В СССР осуществлялись эксперименты с гусеничным шасси и шасси на воздушной подушке. Многие современные самолёты, в частности большинство самолётов военного назначения, а также пассажирских самолётов, имеют убираемое шасси.
- Силовая установка самолёта, состоящая из двигателя и движителя (например, воздушного винта), а также систем, обеспечивающих их работу — создаёт необходимую тягу, которая, уравновешивая аэродинамическое сопротивление, обеспечивает самолёту поступательное движение.
- Авионика — совокупность электронного оборудования, обеспечивающего навигацию, связь, выдачу полетной информации и пр. Бортовая электроника является наиболее сложным и дорогостоящим оборудованием, сравнимым или превосходящим по стоимости всю остальную конструкцию самолёта.

- Ильюшин Ил-96
- Яковлев МС 21
- Сухой Суперджет 100

## Классификация
Классификация самолётов может быть дана по различным признакам — по назначению, по конструктивным признакам, по типу двигателей, по лётно-техническим параметрам и так далее и тому подобное.

### По назначению
Военные самолёты по назначению подразделяются на боевые, учебные, учебно-боевые и специальные.
Боевые самолеты — это самолеты, предназначенные для выполнения различных боевых задач:
- истребители
- перехватчики
- истребители-бомбардировщики
- штурмовики
- фронтовые бомбардировщики
- дальние и стратегические бомбардировщики
- ракетоносцы
- торпедоносцы
- самолёты-разведчики
- самолёты противолодочной обороны
- поисково-патрульные самолёты
- корректировщики артогня
- самолёты радиоэлектронной борьбы
- военно-транспортные самолёты
- и др.

Учебные самолеты — это самолеты с двойным управлением, предназначенные для обучения летного состава, технике пилотирования и навигации:
- самолёты первоначального обучения — предназначены для обучения курсантов основам пилотирования и навигации
- учебно-тренировочные самолёты — предназначены для повышения навыков либо поддержания натренированности лётного состава

Учебно-боевые самолеты — это боевые самолеты с двойным управлением, предназначенные для обучения летного состава технике пилотирования, боевому применению и навигации
Специальные самолеты — самолеты, предназначенные для выполнения узкоспециальных задач, связанных с использованием установленного на них специального оборудования
- пассажирские самолёты — для перевозки личного состава и некоторых видов грузов
- самолёты-топливозаправщики
- воздушные командные пункты управления
- самолёты радиолокационного дозора, наведения и управления
- самолёты телеметрии ракет и спускательных аппаратов
- самолёты-радиоретрансляторы
- самолёты авиационной спасательной службы
- и мн. др.

Гражданские
- пассажирские
- транспортные — транспортировка грузов
- почтовые — перевозка авиапочты
- курьерские
- сельскохозяйственные
- санитарные — оказание срочной медицинской помощи
- пожарные — для тушения в основном лесных пожаров
- геологоразведочные — воздушная разведка недр
- экспериментальные — проведение лётных экспериментов (летающая лаборатория)
- спортивные — занятия авиационным спортом
- учебно-тренировочные — обучение лётного состава

### По взлётной массе
- Сверхтяжёлые;
- Тяжёлые — свыше 136 тонн (300 тысяч фунтов);
- Средние — от 7 до 136 тонн (15-300 тысяч фунтов);
- Лёгкие — менее 7 тонн (15 000 фунтов);
- Сверхлёгкие.

##### Классы по взлётной массе
(Класс самолёта связан с классом аэродрома, способного принять самолёт данного типа.)
- 1-го класса (75 т и более);
- 2-го класса (от 30 до 75 т);
- 3-го класса (от 10 до 30 т);
- 4-го класса (от 5 до 10 т);
- легкомоторные.

### По типу и числу двигателей
- По типу силовой установки:
  - поршневые (ПД — Ан-2, Cessna 172)
  - турбовинтовые (ТВД — Ту-95, DHC-8)
  - турбореактивные (ТРД — Як-130, А320)
  - с ракетными двигателями (БИ-1)
  - с комбинированной силовой установкой (КСУ)
  - с электрическими двигателями (электрический самолёт)
- По числу двигателей:
  - однодвигательные (Ан-2, U-2)
  - двухдвигательные (Ан-24, Боинг 737)
  - трёхдвигательные (Як-42, DC-10)
  - четырёхдвигательные (Boeing 747, Ан-124 «Руслан», P-3 Orion)
  - пятидвигательные (АНТ-14, He-111Z)
  - шестидвигательные (Ан-225 Мрия)
  - семидвигательные (К-7)
  - восьмидвигательные (АНТ-20, Boeing B-52)
  - десятидвигательные (Convair B-36J)
  - двенадцатидвигательные (Dornier Do X).

### По компоновочной схеме
Классификация по данному признаку является наиболее многовариантной (см. также Классификация самолётов по конструктивным признакам и силовой установке). Ниже приводится часть основных вариантов.
По числу крыльев:
- монопланы
- полуторапланы
- бипланы
- трипланы
- мультипланы

По расположению крыла (для монопланов):
- высокопланы
- среднепланы
- низкопланы
- парасоль

По расположению хвостового оперения:
- стандартная схема (оперение сзади)
- летающее крыло (бесхвостый)
- бесхвостка
- «утка» (оперение спереди);

По типу, размерам и этажности фюзеляжа:
- однофюзеляжные:
  - узкофюзеляжные;
  - широкофюзеляжные;
- двухбалочной схемы («рама»);
- бесфюзеляжные («летающее крыло»).
- двухпалубный самолёт

По типу шасси:
- Сухопутные;
  - с колёсным шасси:
    - с хвостовой опорой;
    - с передней опорой;
    - с опорой велосипедного типа;

  - с лыжным шасси;
  - с гусеничным шасси;
  - на воздушной подушке (ЭКИП и некоторые др. экспериментальные модели);
- Гидросамолёты;
  - амфибии;
  - поплавковые;
  - «летающие лодки».

### По скорости полёта
- дозвуковые — максимальное полётное число Маха не более 0,7-0,8 (Ан-74, DC-3)
- околозвуковые — максимальное полётное число Маха от 0,7-0,8 до 1,2 (Ту-154)
- сверхзвуковые — максимальное полётное число Маха от 1,2 до 5 (Ту-22М, Concorde)
- гиперзвуковые — максимальное полётное число Маха свыше 5.

### По роду посадочных органов
- сухопутные
- корабельные
- гидросамолёты
- летающая подводная лодка.

### По типу взлёта и посадки
- вертикального (ВВП — Як-38, Harrier)
- короткого (КВП — Ан-72)
- горизонтального (то есть обычного) взлёта и посадки — Ту-204, Боинг 707.

### По стадии разработки и освоения модели
- экспериментальные
- опытные
- серийные
- единичные экземпляры воздушного судна (ЕЭВС), например Пе-8ОН («особого назначения», изготовлено было 2 экземпляра).

### По способу управления
- пилотируемые лётчиком
- беспилотные (БПЛА, робо-самолёты).

### По типу выполняемых полётов
- самолёты для выполнения полётов по правилам визуально ориентирования (ПВП, правила визуальных полётов)
- самолёты для выполнения полётов по приборам (ППП, правила полётов по приборам)

(зависит от наличия авионики, позволяющей выполнять приборный полёт).

## История
На рубеже XVIII-XIX веков английский естествоиспытатель Джордж Кейли предложил концепцию летательного аппарата с фиксированным крылом и отдельным от него двигателем. В 1843 году английский изобретатель Уильям Хенсон получил патент на проект самолёта. Первый российский проект самолёта был предложен Николаем Афанасьевичем Телешовым в 1864 году. В 1874 году французский морской офицер Жан Мари Феликс де Ла Круа Дю Тампль построил полноразмерный самолёт с паровой машиной. Однако недостаточная мощность двигателя не позволяла ему совершать полёт. В 1882 в присутствии представителей военного ведомства Российской Империи и Русского технического общества была предпринята попытка взлёта на самолёте с паровой силовой установкой, построенном по проекту русского морского офицера Александра Фёдоровича Можайского. Согласно ряду исследований, проведённых в XX веке в СССР, имеющаяся мощность двигателей также не позволяла самолёту Можайского совершать установившийся полёт, однако по некоторым сообщениям современников, имел место кратковременный отрыв аппарата от земли. Самолёты с паровыми двигателями Клемана Адера (Франция) и Хайрема (Гирама) Максима (США) также кратковременно отрывались от земли, однако не могли совершать устойчивый управляемый полёт. Причинами этого служили отсутствие теории полёта и управления, теории прочностных и аэродинамических расчётов. В связи с этим самолёты строились «наобум», «на глазок», несмотря на наличие инженерного опыта у многих пионеров авиации.
Павел Дмитриевич Кузьминский создал несколько проектов летательных аппаратов тяжелее воздуха, ни один из которых, правда, не был реализован на практике. Один из проектов, известный под названием «Руссолет», с двумя коническими спиральными вертикальными винтами «руссоидами», или «руссоидальными винтами», судя по эскизам в «Записках Русского технического общества», был похож и на аэроплан, и на двухвинтовой вертолёт, хотя, по сведениям из других источников, один винт был направлен вверх, а другой вперёд.
Первым в мире самолётом, который смог самостоятельно совершить устойчивый управляемый горизонтальный полёт, стал «Флайер-1», построенный братьями Орвилом и Уилбуром Райт в США. Первый полёт самолёта в истории был осуществлён 17 декабря 1903 года. «Флайер-1» продержался в воздухе 12 секунд и пролетел 36,58 метров (120 футов). На усовершенствованных моделях братья Райт 20 сентября 1904 года впервые в мире выполнили полёт по кругу, а в 1905 году — полёт по замкнутому маршруту длиной в 39 км.
Их аппарат представлял собой биплан типа «утка» — пилот размещался на нижнем крыле, руль направления сзади, руль высоты спереди. Двухлонжеронные крылья были обшиты тонким небелёным муслином. Двигатель «Флайера» был четырёхтактный, со стартовой мощностью 16 лошадиных сил и весил всего (или целых, если оценивать с современной точки зрения) 80 кг; для облегчения часть его деталей была изготовлена из алюминия. Аппарат имел два деревянных винта. Вместо колёсного шасси Райты использовали стартовую катапульту, состоящую из пирамидальной башни и деревянного направляющего рельса. Привод катапульты осуществлялся с помощью падающего массивного груза, связанного с самолётом тросом через систему специальных блоков.
В России практическое развитие авиации задержалось из-за ориентации правительства на создание воздухоплавательных летательных аппаратов, устроенных по принципу «легче воздуха». Основываясь на примере Германии, русское военное руководство делало ставку на развитие дирижаблей и аэростатов для армии и не оценило своевременно потенциальные возможности нового изобретения — самолёта.
Свою отрицательную роль в отношении летательных аппаратов тяжелее воздуха сыграла и история с «Аэромобилем» В. В. Татаринова. В 1909 году изобретатель получил 50 тысяч рублей от Военного министерства для постройки вертолёта. Кроме того, было много пожертвований от частных лиц. Те, кто не мог помочь деньгами, предлагали бесплатно свой труд для воплощения замысла изобретателя. Россия возлагала большие надежды на это отечественное изобретение. Но затея закончилась полным провалом. Опыт и знания Татаринова не соответствовали сложности поставленной задачи, и большие деньги были выброшены на ветер. Этот случай отрицательно повлиял на судьбы многих интересных авиационных проектов — русские изобретатели не могли больше добиться государственных субсидий.
Тем не менее русский учёный Николай Егорович Жуковский в 1904 году сформулировал теорему, дающую количественную величину подъёмной силы крыла самолёта; а также определил основные профили крыльев и лопастей винта самолёта; разработал вихревую теорию воздушного винта.
15 ноября 1905 года Жуковский прочитал доклад «О присоединённых вихрях», заложивший теоретическую основу развития методов определения подъёмной силы крыла аэроплана. Свои открытия он опубликовал в 1906 году в работе «О падении в воздухе лёгких продолговатых тел, вращающихся около своей продольной оси».

В 1909 году русское правительство наконец проявило интерес к самолётам. Было решено отклонить предложение братьев Райт о покупке их изобретения и строить самолёты своими силами. Конструировать самолёты поручили офицерам-воздухоплавателям М. А. Агапову, Б. В. Голубеву, Б. Ф. Гебауеру и А. И. Шабскому. Решили строить трёхместные самолёты различных типов, чтобы потом выбрать наиболее удачный. Никто из проектировщиков не только не летал на самолётах, но даже не видел их в натуре. Поэтому не приходится удивляться, что самолёты терпели аварию ещё во время пробежек по земле.
Первые успехи русской авиации датируются 1910 годом. 4 июня профессор Киевского политехнического института князь Александр Кудашев пролетел несколько десятков метров на самолёте-биплане собственной конструкции.
16 июня молодой киевский авиаконструктор Игорь Сикорский впервые поднял свой самолёт в воздух, а ещё через три дня состоялся полёт самолёта инженера Якова Гаккеля необычной для того времени схемы биплан с фюзеляжем (бимоноплан).